# Insar (město)
Insar (rusky Инсар) je město v Mordvinsku v Ruské federaci. Při sčítání lidu v roce 2010 měl přes osm tisíc obyvatel.

## Poloha
Insar leží při ústí Insarky do Issy (přítoku Mokši v povodí Oky). Od Saransku, hlavního města Mordvinska, je vzdálen přibližně sedmdesát kilometrů jihozápadně.

## Dějiny
První zmínka o „pevnosti“ Insar je z roku 1648. Od roku 1780 byl Insar městem, v roce 1926 tento status ztratil a v roce 1958 jej získal zpět.

### Rodáci
- Sergej Alexandrovič Kirďapkin (* 1980), ruský chodec